# Буркун індійський
Буркун індійський (Melilotus indicus (L.) All.)  — вид рослин родини бобові (Fabaceae). лат. indicus — географічний епітет, що натякає на його місце зростання в Індії.

## Морфологія
Однорічна або дворічна трав'яниста рослина. Сильно розгалужена пряма трава 30–50 см заввишки. Листя представлені ланцетними листочками, іноді майже лінійними 3–5 мм завдовжки. Маленькі квіти 2–3 мм з жовтими віночками. Плоди — загострені стручки 2–2,5(-3)×2(-2,5) мм з 1–2 насінням, майже кулясті або яйцеподібні широкі, жовтувато-коричневі, темно-коричневі або зеленуваті. Насіння 1,5–2 мм, яйцевиде, горбкувате. 2n=16

## Поширення, біологія
Поширення: Північна Африка: Алжир, Єгипет, Лівія, Марокко, Туніс. Азія: Бахрейн, Кувейт, Афганістан, Кіпр, Єгипет — Синай, Іран, Ірак, Ізраїль, Ліван, Сирія, Туреччина, Казахстан, Таджикистан, Туркменістан, Узбекистан, Китай — Тибетський автономний район, Індія, Непал, Пакистан. Кавказ: Азербайджан, Росія — Дагестан. Південна Європа: Албанія, Колишня Югославія, Греція [вкл. Крит], Італія [вкл. Сардинія, Сицилія], Франція [вкл. Корсика], Португалія, Гібралтар, Іспанія [вкл. Балеарські острови]. Натуралізований в деяких інших країнах, також культивується.
Квітне навесні. Квіти та фрукти з березня по червень. Росте на піщаних чи глинистих ґрунтах, 10–1550 м.

## Використання
Використовується як джерело нектару для бджіл, також кормів, а також для поліпшення ґрунту. Також використовується в народній медицині. Є отруйним для деяких ссавців і є потенційним забруднювачем насіння сільськогосподарських культур.

## Галерея

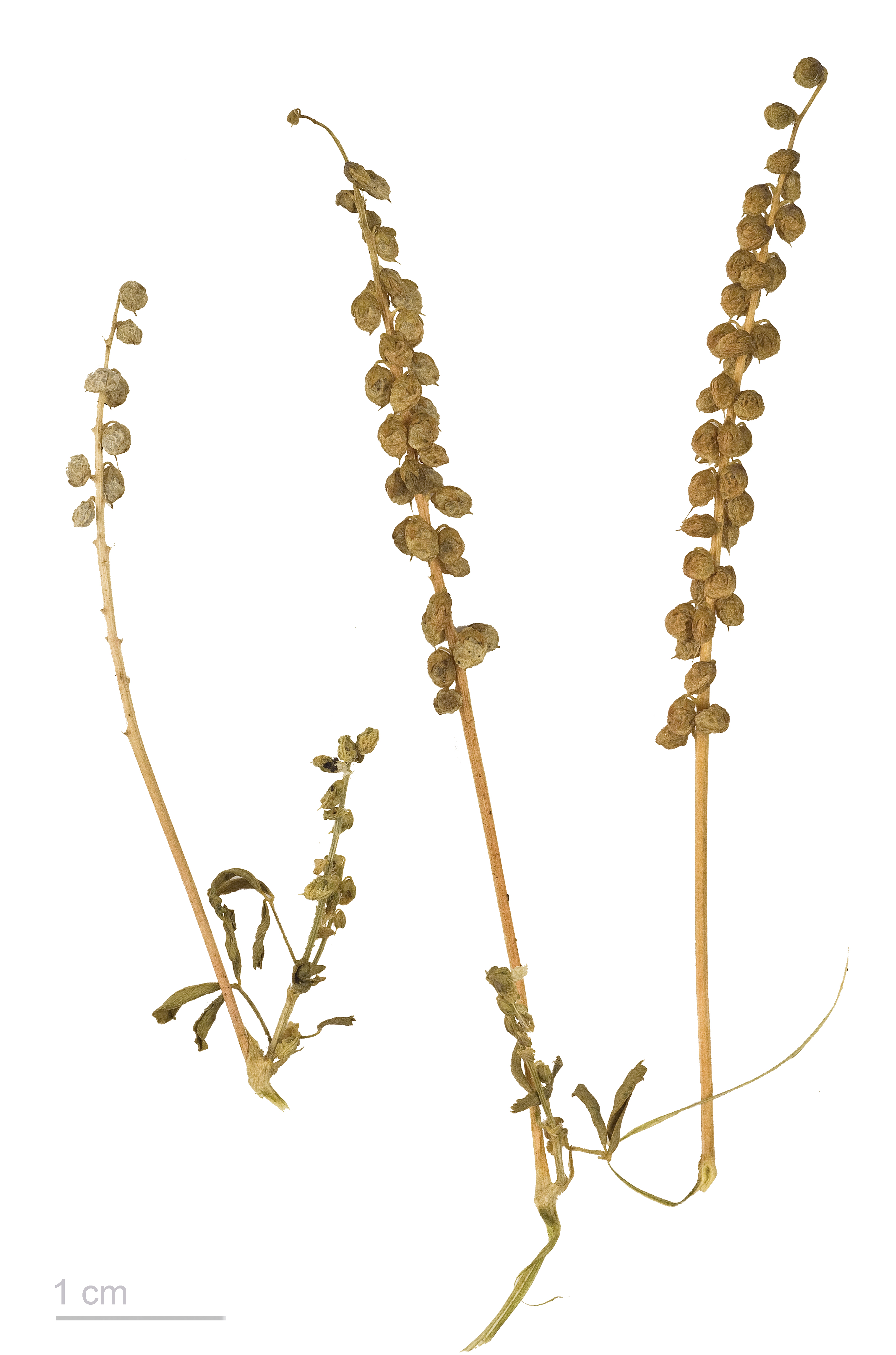
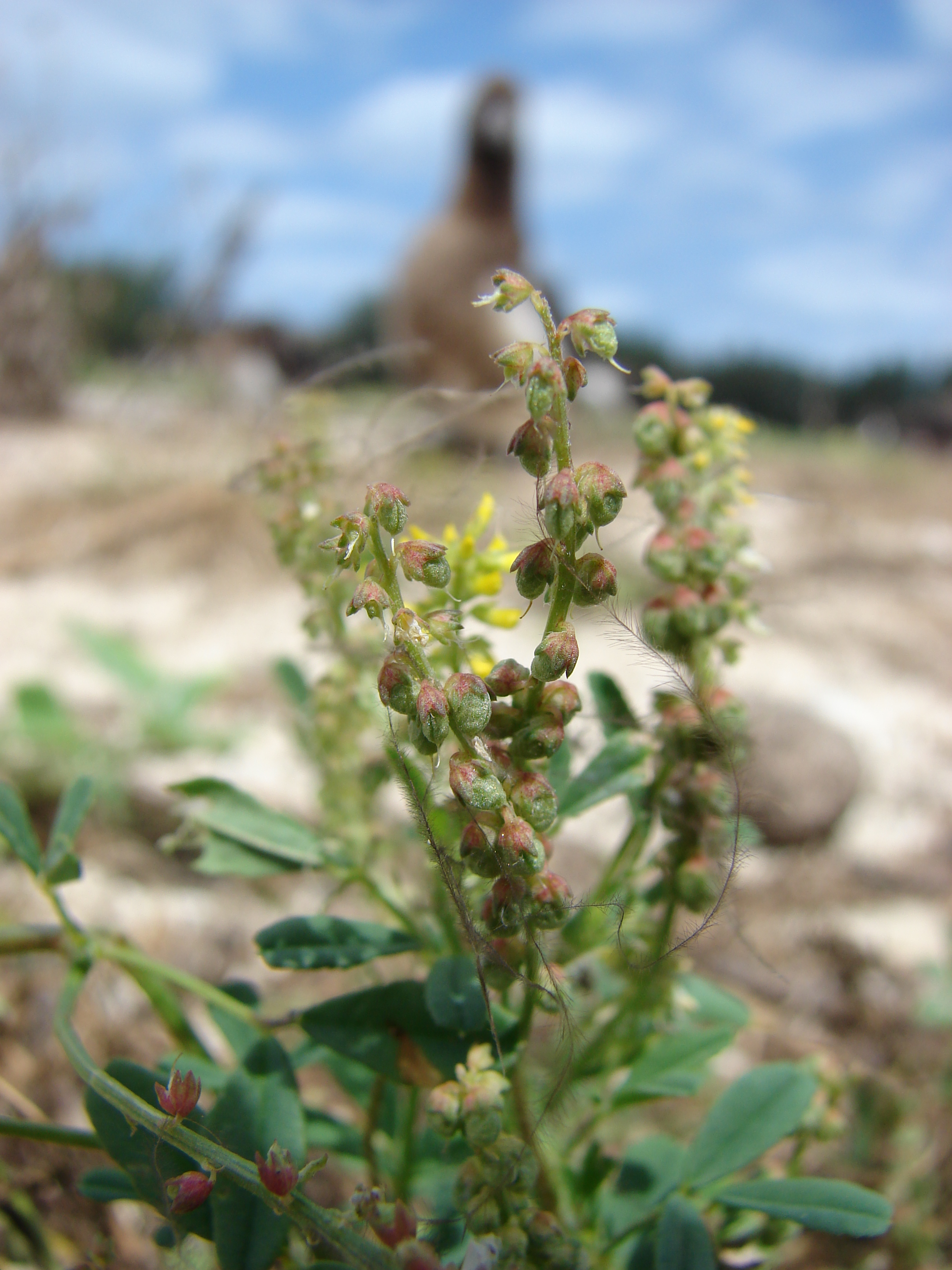